# Понтестура
Понтестура (італ. Pontestura, п'єм. Pont da Stura) — муніципалітет в Італії, у регіоні П'ємонт,  провінція Алессандрія.
Понтестура розташована на відстані близько 500 км на північний захід від Рима, 55 км на схід від Турина, 34 км на північний захід від Алессандрії.
Населення — 1520 осіб (2014).
Щорічний фестиваль відбувається 5 лютого. Покровитель — Sant'Agata.

## Демографія
Населення за роками:

Станом на 1 січня 2023 року в муніципалітеті офіційно проживало 77 іноземців з 21 країни, серед них 21 громадянин країн Євросоюзу та 9 громадян України.

## Сусідні муніципалітети
- Каміно
- Казале-Монферрато
- Черезето
- Коніоло
- Морано-суль-По
- Оццано-Монферрато
- Серралунга-ді-Креа
- Солонгелло